# Kenny Clarke

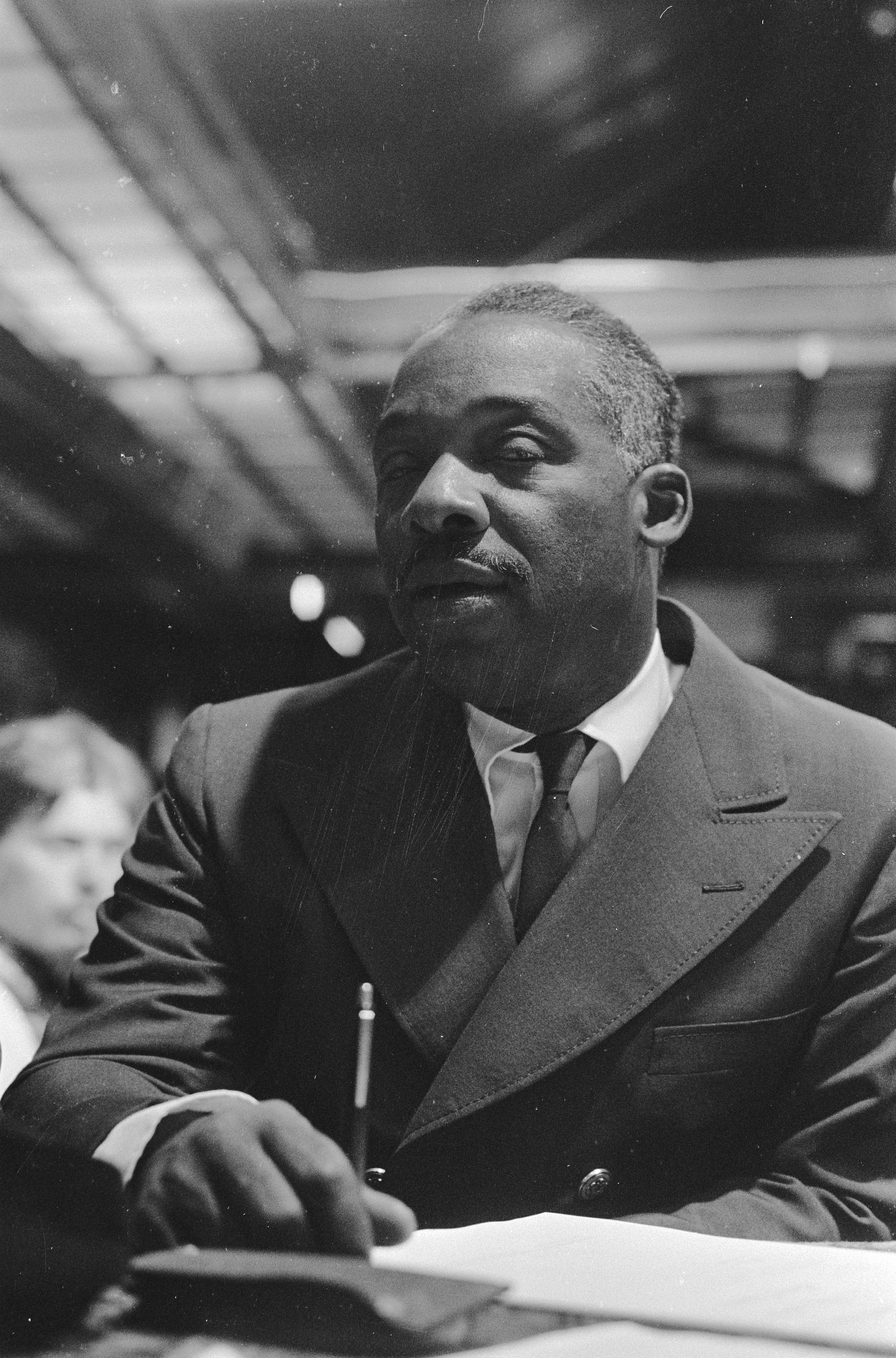
Kenny Clarke

Kenny Clarke, född 9 januari 1914 i Pittsburgh, död 25 januari 1985 i Montreuil-sous-Bois nära Paris, var en amerikansk jazztrumslagare och tidig anhängare av bebop.
Kenny Clarke har spelat med de största namnen inom jazz, som Louis Armstrong, Ella Fitzgerald, Roy Eldridge, Sidney Bechet, Count Basie, Benny Carter, Coleman Hawkins, Dizzy Gillespie, Thelonious Monk, Charlie Christian, Ray Brown, Bud Powell, Martial Solal och Sonny Rollins.
Clarke var också med och bildade Modern Jazz Quartet.
Från 1968 var Kenny Clarke en del av klarinettisten Jean-Christian Michels orgelkvartett i 10 år, med vilken han spelade in fem album och gav många konserter i Europa.